# Cantó de Nozeroy
El cantó de Nozeroy és un cantó francès del departament del Jura, situat al districte de Lons-le-Saunier. Té 26 municipis i el cap és Nozeroy.

## Municipis
| - Arsure-Arsurette - Bief-du-Fourg - Billecul - Censeau - Cerniébaud - Charency - Communailles-en-Montagne - Conte - Cuvier - Doye - Esserval-Combe - Esserval-Tartre - La Favière | - Fraroz - Gillois - La Latette - Longcochon - Mièges - Mignovillard - Molpré - Mournans-Charbonny - Nozeroy - Onglières - Plénise - Plénisette - Rix |

## Història
| Data d'elecció                           | Identitat        | Partit            | Qualitat |
| ---------------------------------------- | ---------------- | ----------------- | -------- |
| 1945-1949                                | M. Bœuf          | Divers droite     |          |
| 1949-1979                                | M. Gilles        | PRL, després CNIP |          |
| 1967-1967                                | M. Fumey         | Divers droite     |          |
| 1979-1985                                | M. Geunet        | RPR               |          |
| 1985-2004                                | Christian Muyard | Divers droite     |          |
| 2004-2011                                | Yves Garnier     | UMP               |          |
| 2011-                                    | Serge Outrey     | Divers gauche     |          |
| les dades anteriors no són pas conegudes |                  |                   |          |
|                                          |                  |                   |          |